# 長野県道114号・新潟県道225号川尻小谷糸魚川線

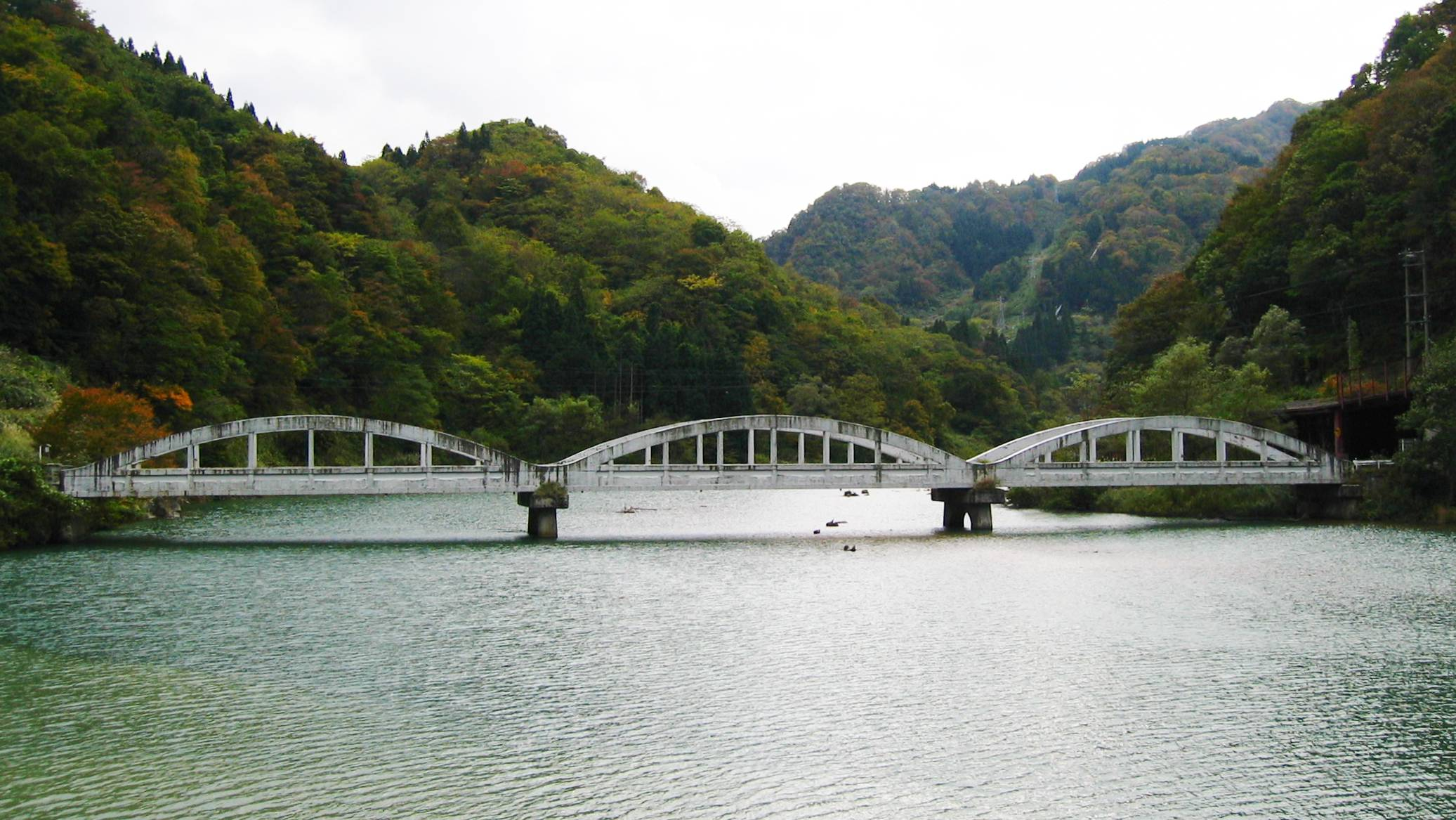
中部電力・姫川第三ダム湖に架かる姫川橋（長野県小谷村、土木学会選奨土木遺産）

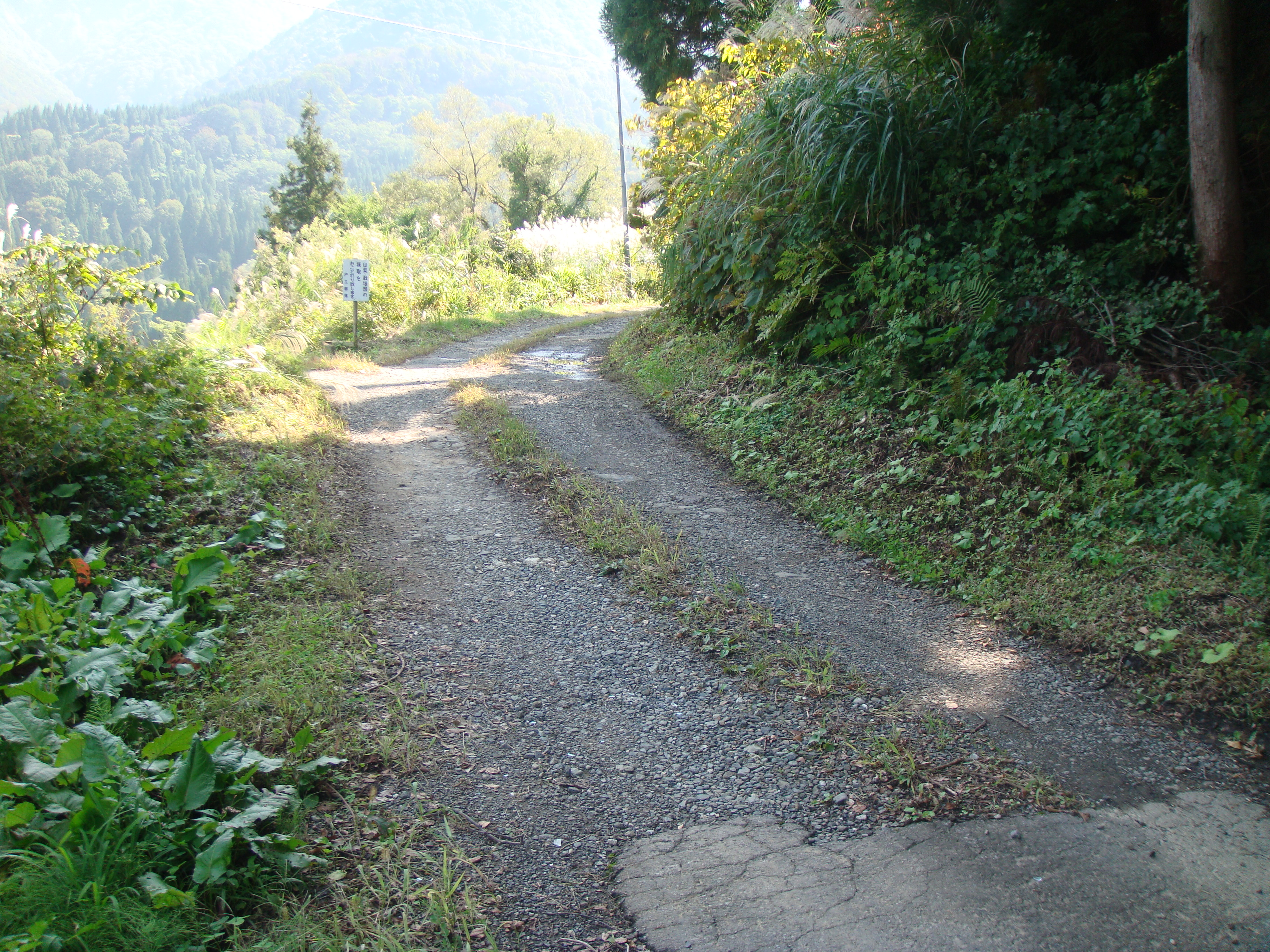
長野・新潟県境にて、新潟県側から長野県側を望む
2011年（平成23年）10月撮影

長野県道114号・新潟県道225号川尻小谷糸魚川線（ながのけんどう114ごう・にいがたけんどう225ごう かわじりおたりいといがわせん）は、長野県北安曇郡小谷村と新潟県糸魚川市を結ぶ一般県道（長野県道・新潟県道）である。

## 概要
- 起点：長野県北安曇郡小谷村大字中土7464番の2地先（＝JR中土駅前、長野県道330号奉納中土停車場線終点）
- 終点：新潟県糸魚川市大字根小屋字松川江外363-3（＝根知谷入口交差点、国道148号交点）

長野県の北アルプス地域の最北端に位置する北安曇郡小谷村と、新潟県の上越地方の最西端に位置する糸魚川市根知地区とを結ぶ。同区間には国道148号が整備されているが、国道148号が一級河川姫川に沿っているのに対し、当県道は姫川の支流である中谷川および根知川（根知谷）の谷間を経て山岳地帯を越えるルートである。路線名は同一であるものの、路線番号は一致していない。
長野県側では、小谷村中土の中谷川に沿った各集落や最奥部の小谷温泉と、新潟県側では根知谷の各集落と、それぞれ国道148号とを結ぶ。当県道からは乙見山峠を経て妙高市に至る林道妙高小谷線や、姫川温泉に至る林道姫川妙高線、新潟県道221号上町屋釜沢糸魚川線を経て他の地区へ至るルートが複数存在するものの、いずれも冬期閉鎖されるため、当県道の沿道の各集落から国道148号に至る通年通行可能な唯一のルートでもある。
道路自体は連続しているものの、長野県側の湯峠付近 - 八百平 - 鳥越峠付近にかけての区間には車道が整備されていない。ただし、県境に面している小谷村北小谷の戸土地区（戸土・押廻・中股）への自動車での往来は、当県道で新潟県側からアクセスしないと往来することができない。

## 沿革
- 1989年8月2日 - 中土工区開通竣工式[2]。

## 路線状況
全体の約79.9 %（長野県側：12.9214 km＝12,921.4m、新潟県側8.1613 km＝8,161.3 m）がセメントやアスファルトで舗装済みである。このうち、高級舗装が施されているのは全体の約68.0 %（長野県側：10.4565 km＝10,456.5 m、新潟県側：7.4774 km＝7,477.4 m）である。新潟県側には未舗装区間は無いものの、長野県側には未舗装区間が0.5817 km（＝581.7 m、全体の約2.2 %）ある。
規格改良は全体の約63.2 %で改良済みである（長野県側：10.0442 km＝10,044.2 m、新潟県側6.6359 km＝6,635.9 m）。規格改良済み区間で、且つ車道の幅員が5.5 m以上確保されているのは全体の約52.1 %（長野県側：8.8743 km＝8,874.3 m、新潟県側：4.8629 km＝4,862.9 m）である。
橋梁は29箇所（長野県側：23箇所、新潟県側：6箇所）架けられている。また、トンネルは長野県側にのみ17箇所設置されている。歩道は0.47946 km（＝4,794.6 m、長野県側：0.7230 km＝723.0 m、新潟県側：4.0716 km＝4,071.6 m）設置されている。
自動車交通不能区間は新潟県側には無いものの、長野県側には4.7171 km（＝4,717.1 m、全体の17.8 %）存在する。

### バイパス
- 根小屋バイパス
  - 当県道の終点に近い、糸魚川市栗山 - 同市根小屋の狭小区間を抜本的に解消するために整備されたバイパスである。2010年度（平成22年）までに全区間開通した。同区間は全長1.350 km（＝1,350 m）で、栗山および根小屋の各集落の北側を根知川に沿っている。[3]。

### 通称
- 塩の道（千国街道）

### 道路施設
- 姫川橋 - 姫川

### 冬期閉鎖区間
- 小谷村大字中土（小谷温泉上） - 同村大字中土（林道入口） 1.5 km
  - 概ね12月上旬から翌年4月下旬まで閉鎖される[4]。

## 地理

### 通過する自治体
- 長野県北安曇郡小谷村 - 新潟県糸魚川市

### 交差する道路
- 長野県道330号奉納中土停車場線（長野県北安曇郡小谷村中土・JR中土駅前：起点）
- 国道148号（小谷村中土・小谷温泉口交差点）
- 新潟県道221号上町屋釜沢糸魚川線・新潟県道526号蒲池西山線（新潟県糸魚川市上町屋）
- 国道148号（糸魚川市根小屋・根知谷入口交差点：終点）

### 峠
- 湯峠
- 鳥越峠

## バス路線
- 小谷村営バス
  - 北小谷線：中土駅前 - 川尻 - 小谷温泉口交差点
  - 小谷線：小谷温泉口交差点 - 小谷温泉山田旅館前
- 糸魚川バス
  - 根知東廻り・根知西廻り線：別所 - 根知新道 - 根知谷入口交差点

## 周辺

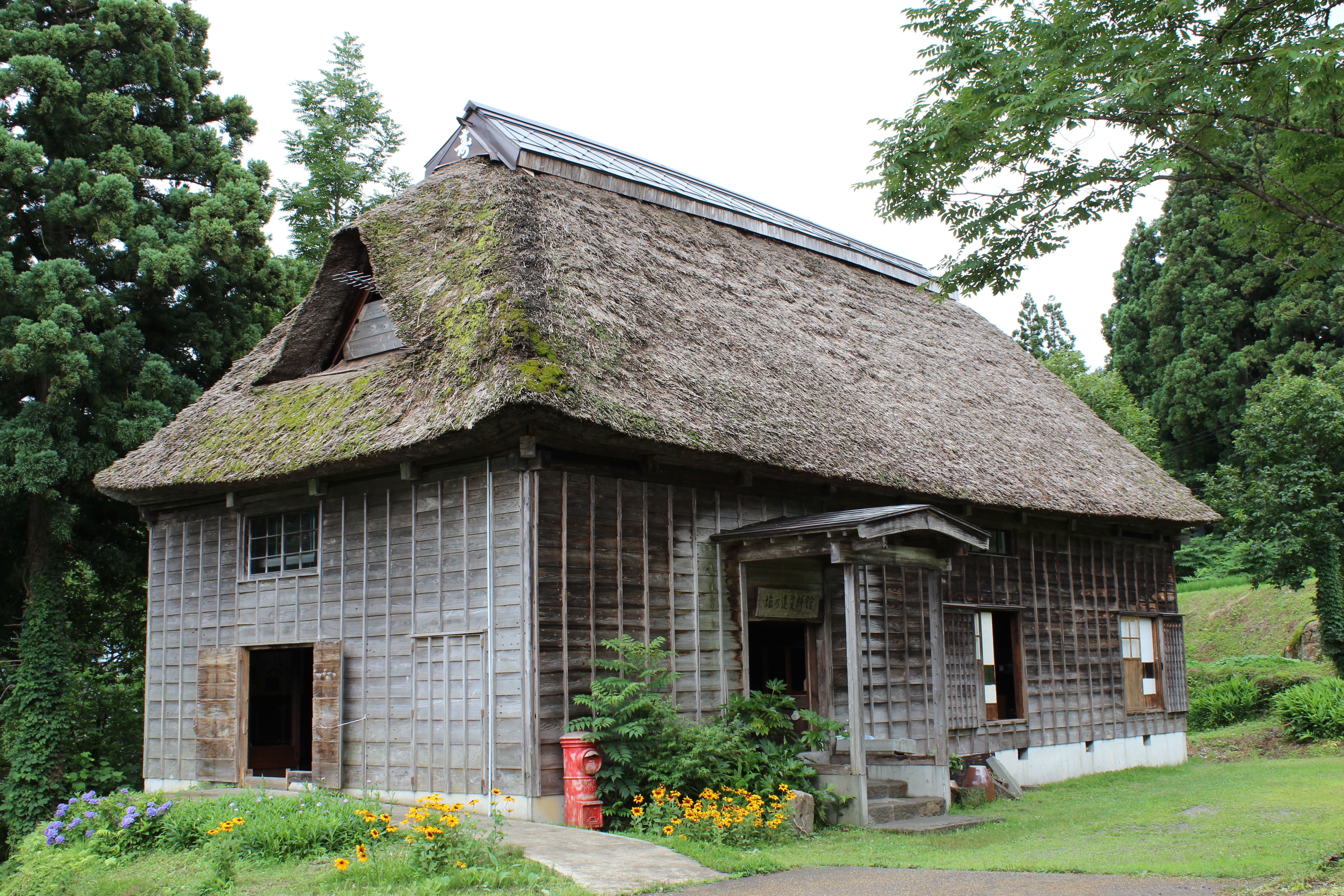
塩の道資料館

- JR大糸線 中土駅、根知駅
- 姫川
  - 中谷川
  - 根知川
- 小谷温泉
- 頸城山塊
  - 雨飾山
- 塩の道資料館
- 糸魚川シーサイドバレースキー場
- 糸魚川市立根知小学校